# 西拉科米讷
西拉科米讷（法語：Cys-la-Commune）是法国皮卡第大区埃纳省的一个市镇，属于苏瓦松区布赖讷县。该市镇2009年时的人口为143人。

## 人口
西拉科米讷人口变化图示
| 数据来源：INSEE |